# 环花草科
环花草科，也被翻译为巴拿马草科，共有11-12属约180余种，全部产于美洲热带地区，有多年生草本也有灌木，一般无茎或具短茎，稀为藤本或附生植物；叶有叶柄和扇形的叶片；花单性，雌雄同株。
其中巴拿马草属的巴拿马草叶子是编制著名的巴拿马草帽的原料。有的品种也作为观赏植物被其他地区引种。
1981年的克朗奎斯特分类法单独设立一个单科的环花草目，属于槟榔亚纲，1998年根据基因亲缘关系分类的APG分类法认为应该分在露兜树目中，2003年经过修订的APG II分类法维持原分类。
属：
- Asplundia Harling
- 巴拿马草属 Carludovica Ruiz & Pav.
- Chorigyne R.Erikss.
- 环花草属 Cyclanthus Poit.
- Dianthoveus Hammel & Wilder
- Dicranopygium Harling
- Evodianthus Oerst.
- Ludovia Brongn.
- Schultesiophytum Harling
- Sphaeradenia Harling
- Stelestylis Drude
- Thoracocarpus Harling